# باول هاموند (موسيقي)
باول هاموند (بالإنجليزية: Paul Hammond)‏ هو موسيقي بريطاني، ولد في 1952 في مارلو ‏ في المملكة المتحدة، وتوفي في 1992.

## روابط خارجية
- باول هاموند على موقع IMDb (الإنجليزية)